# Pedro e Inês
Pedro e Inês es una película dramática portuguesa, dirigida por António Ferreira y producida por António Ferreira y Tathiani Sacilotto. Se estrenó en Portugal el 18 de octubre de 2018, habiéndose convertido a finales de noviembre en la película portuguesa más vista de 2018, tras superar los 45.500 espectadores.
Esta película es una adaptación de la novela de Rosa Lobato Faria, A Trança de Inês, basada en hechos reales.
La película es una coproducción con Francia y Brasil, y se estrenó en la Competencia Mundial del Festival Internacional de Cine de Montreal, así como en la competencia de "Nuevos Directores" en el Festival Internacional de Cine de São Paulo y en el Festival de Río en 2018.

## Sinopsis
La película tiene lugar en tres momentos diferentes. En el pasado, donde tuvo lugar la verdadera historia, en el presente, en una gran ciudad, y en el futuro imaginario. En cualquiera de estos momentos, Pedro e Inês se encuentran y se reencuentran, viviendo la que puede considerarse una de las mayores historias de amor de Portugal.

## Elenco
- Diogo Amaral como Pedro
- Juana de Verona como Inês
- Vera Kolodzig como Constanza
- João Lagarto como Alfonso
- Custodia Gallego como Beatriz
- Miguel Monteiro como obispo/médico/anciano
- Miguel Borges como Pero Coelho
- Nuno Nolasco como Álvaro Gonçalves
- Cristovão Campos como Estevão
- Jorge Loureiro como el padre de Constança
- Carlos Mendes ( Kaló ) como paciente
- Pedro Chau como guardia real
- Bárbara Queirós de monja
- Matilde Gaspar como hija
- Tiago Fernandes como un hijo